# Eugen Langen
 Eugen Langen (1833 - 1895), fou un enginyer industrial i inventor alemany. El 1876 va construir juntament amb Nikolaus Otto un motor de combustió interna de pistó a Gas, que funcionava amb una barreja de combustible a pressió.
El 1857 va desenvolupar un mètode de producció de sucre per la fàbrica del seu pare, i també va inventar una arada de reixa d'acer.

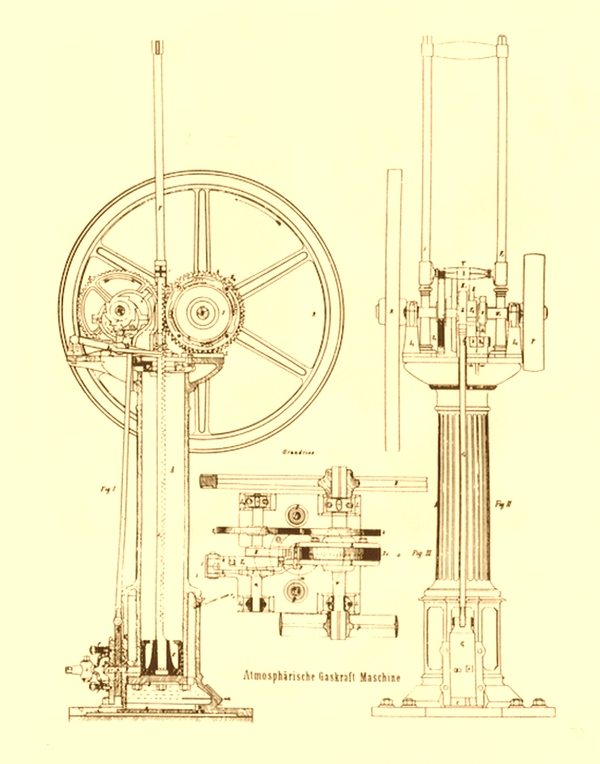
Còpia de la patent del motor de compressió, sol·licitada el 1863 per Niklaus Otto i Eugene Langen per a un motor de gas, a Anglaterra i altres països considerat el primer motor de combustió eficient pels jutges de l'Exposició de París, en contrast amb el de Lenoir que era menys eficient.

## N. A. Otto & Cie
El 1864 va fundar juntament amb l'enginyer Nikolaus Otto la primera fàbrica de motors  N. A. Otto & Cie , que va ser la primera companyia a manufacturar els motors de combustió interna. El 1869, el nom de l'empresa va canviar a  Gasmotoren-Fabrik Deutz AG  (fàbrica de Motors de Gas Deutz AG), companyia que ara es coneix com a Deutz AG.

## Material ferroviari
En el camp d'equip ferroviari, Langen era copropietari i l'enginyer de la Cologne Waggonfabrik van der Zypen & Charlier. Va posar en marxa el monorail de Wuppertal, del sistema monorail penjat, el 1894.

## Galeria

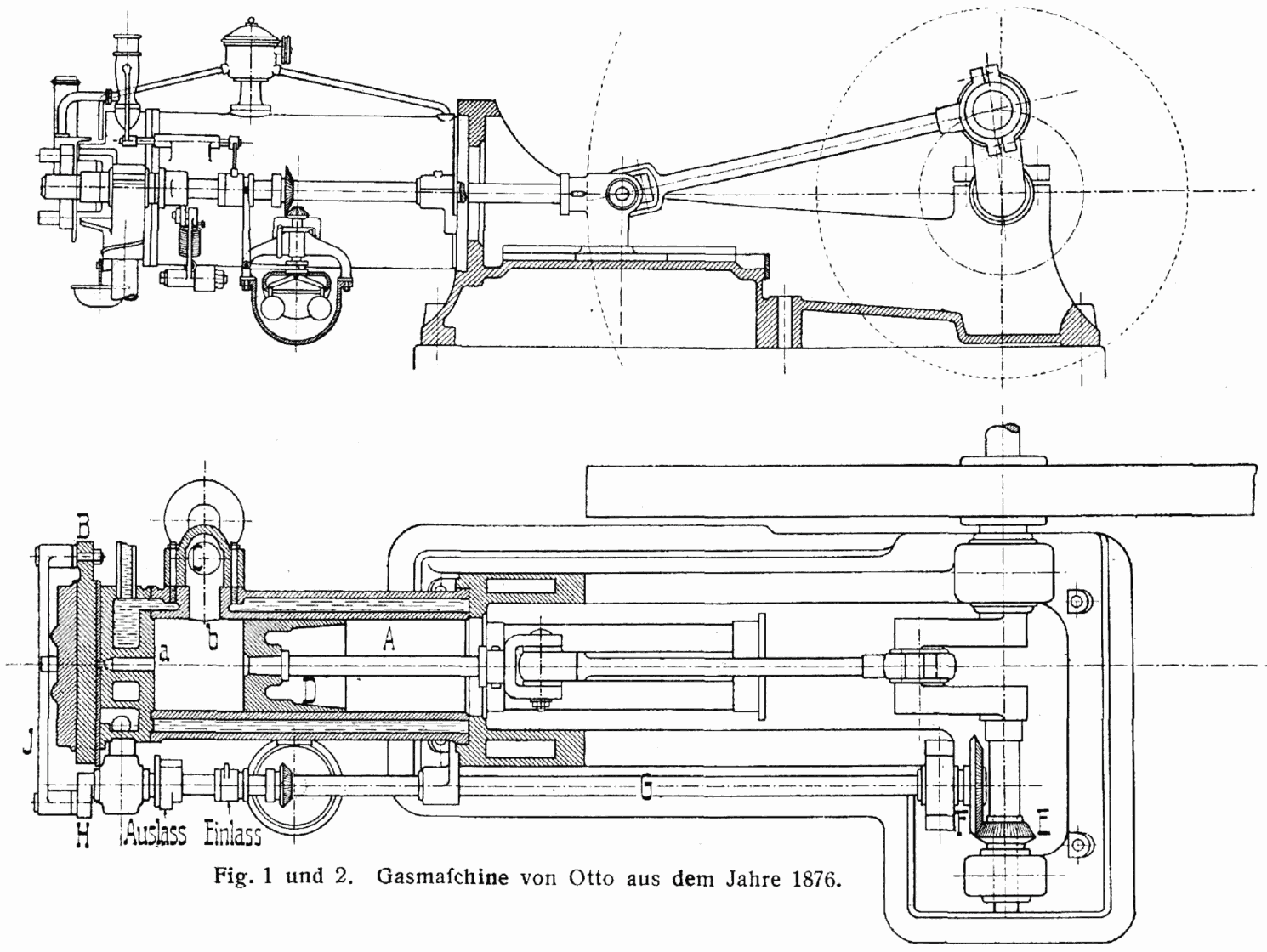
Η Gaskraftmaschine 1876
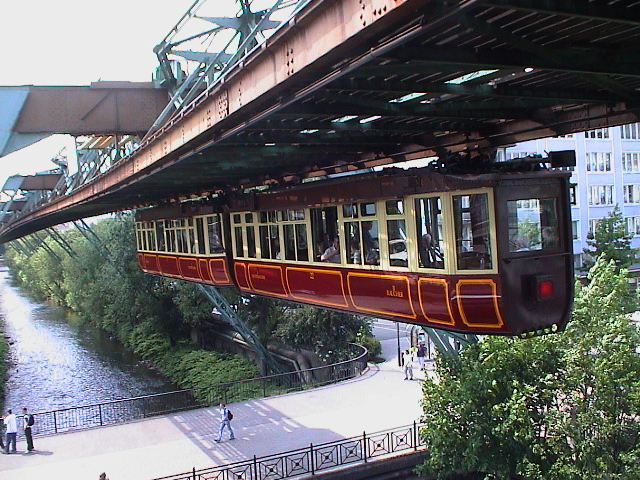
Monorail de Wuppertal

## Nota
1. ↑  Wise, David Burgess. "Daimler: Founder of the Four-Wheeler", in Northey, Tom, ed. World of Automobiles (London: Orbis, 1974), Volume 5, p.483.

- NMP Encyclopedia, Volum 2, Varsòvia 1991, pàg 274